# Hiraga Renkichi
Hiraga Renkichi (japanisch 平賀 錬吉 Renkichi Hiraga; geboren 18. Dezember 1902 in Tokio; gestorben 28. Oktober 1985 in Brasilien) war ein japanischer Emigrant, der in Brasilien aktiv war.

## Leben und Wirken
Hiraga Renkichi machte seinen Studienabschluss im Fach Forstwirtschaft an der kaiserlichen Universität Tokio. Er reiste 1930 reiste als Vizepräsident der „Amazon Youth Pionier Group“ (アマゾン青年開拓団, Amazon Seinen kaitaku-dan) nach Brasilien und ließ sich 1931 in Bundesstaat Pará von Brasilien nieder, und zwar als Mitarbeiter der „Nambei Takushoku Kabushiki Kaisha“ (南米涜職株式会社), der „Entwicklungsgesellschaft für Südamerika“. Dort führte er Forschungen zum Pfefferanbau durch und entwickelte den Markt, indem er Pfeffer für den Export produzierte. Man vertraute ihm als führender Persönlichkeit, der auch ein hart arbeitender Forscher bezüglich der Landwirtschaft in den Tropen war. Er wurde so zum Vorbild für die Landwirte in den Amazonas-Niederungen und gewann großen Respekt nicht nur bei den Japanern, sondern auch den Brasilianern und ihrer Regierung.
Die Kolonie Tomé-Açu (ehemalige Kolonie Acará) ist in der Pará-Literatur gut bekannt und wird als erste japanische Kolonie im Amazonasgebiet und als wichtigster Produzent von schwarzem Pfeffer im Land bezeichnet. Die Gelegenheit zur Gründung dieser Kolonie ging auf die Initiative des Gouverneurs Dionísio Auzier Bentes zurück, der sich seit Beginn seiner Amtszeit (1925–1929) mit der Anwerbung japanischer Einwanderer beschäftigte, um den Staat Pará zu entwickeln. Mit diesem Ziel bot er den damaligen japanischen Botschafter Tasuke Shichita (田付 七太; 1867–1931) in Rio de Janeiro die kostenlose Übertragung von 500.000 Hektar Land am Ufer des Capim-Flusses an.
Hiraga widmete sich auch der Erziehung der Kinder von Einwanderern. 1946 wurde er mit dem „Yoshikawa-Eiji-Kulturpreis“ ausgezeichnet.